# Carolyn Haines
Pour les articles homonymes, voir Haines.
Carolyn Haines, née le 12 mai 1953 à Hattiesburg dans le Mississippi aux États-Unis, est une femme de lettres américaine, auteure de roman policier et de roman d'amour.

## Biographie
Carolyn Haines fait des études en journalisme à l'université du Sud du Mississippi et en écriture créative à l'université du Sud de l'Alabama. Pendant dix ans, elle est journaliste  pour des journaux tels que le George County Times, le Mobile Press Register (en), le Mississippi Press, The Huntsville Times et le Hattiesburg American (en).
Depuis 1988, elle écrit de nombreux romans alternant littérature policière et romans d'amour. Outre de son patronyme, elle utilise trois pseudonymes, Caroline Burnes, R. B. Chesterton et Lizzie Hart.

## Œuvre

### Romans

#### Romans signés Carolyn Haines

##### SérieDixon Sinclair
- Touched (1996)
- Judas Burning (2005)

##### SérieSarah Booth Delaney
- Them Bones (1999)
- Buried Bones (2000)
- Splintered Bones (2002)
- Crossed Bones (2003)
- Hallowed Bones (2004)
- Bones To Pick (2006)
- Ham Bones (2007)
- Wishbones (2008)
- Greedy Bones (2009)
- Bone Appetit (2010)
- Bones of a Feather (2011)
- Bonefire of the Vanities (2012)
- Smarty Bones (2013)
- Booty Bones (2014)
- Bone To Be Wild (2015)
- Rock-a-Bye Bones (2016)
- Sticks and Bones (2017)
- Charmed Bones (2018)
- A Gift of Bones (2018)
- Game of Bones (2019)
- The Devil’s Bones (2020)
- A Garland of Bones (2020)
- Independent Bones (2021)
- Lady of Bones (2022)
- Bones of Holly (2023)
- Tell-Tale Bones (2023)
- Lights, Camera, Bone (2024)
- Blue Christmas Bones (2024)
- Doggone Bones (2025)

##### SérieRaissa James
- The Book of Beloved (2016)
- The House of Memory (2017)

##### Autres romans
- Summer of Fear (1993) (autre titre Season of Innocents)
- Summer of the Redeemers (1994)
  - La Secte du mensonge, Éditions La Martingale (1996)  (ISBN 2-277-37066-5), réédition J'ai lu no 4664 (1997)  (ISBN 2-290-04664-7)
- Penumbra (2006)
- Fever Moon (2007)
- Revenant (2007)
  - Les Fiancées du Mississippi, Harlequin, coll. « Best-sellers » (2008)  (ISBN 978-2-2808-4472-7), réédition Harlequin, coll. « Mira » (2009)  (ISBN 978-2-280-80910-8)

#### Romans signés Caroline Burnes

##### SérieThe Fear Familiar
- Fear Familiar (1990)
- Too Familiar (1993)
- Thrice Familiar (1993)
- Shades of Familiar (1994)
- Familiar Remedy (1994)
- Familiar Tale (1995)
- Bewitching Familiar (1995)
- Familiar Heart (1997)
- Familiar Fire (1997)
- Familiar Stranger (1999)
- Familiar Valentine (1999)
- Familiar Christmas (1999)
- Familiar Obsession (2000)
- Familiar Lullaby (2001)
- Familiar Mirage (2002)
- Familiar Oasis (2002)
- Familiar Double (2003)
- Familiar Pursuit (2003)
- Familiar Texas (2005)
- Familiar Escape (2006)
- Familiar Vows (2009)
- Familiar Showdown (2009)

##### SérieThe Legend of Blackthorn
- Babe in the Woods (2003)
- Rider in the Mist (2003)

##### Autres romans
- A Deadly Breed (1988)
  - Rue des Révolutions, Harlequin, coll. « Horizon » no 776 (1989)  (ISBN 2-280-01669-9)
- Measure of Deceit (1988)
- Phantom Filly (1989)
  - L'Affaire de la pouliche fantôme, Harlequin, coll. « Harmonie » no 270 (1990)  (ISBN 2-280-83263-1), réédition Harlequin, coll. « Suspense » no 5 (1995)  (ISBN 2-280-16654-2),
- The Jaguar’s Eye (1990)
- Deadly Currents (1992)
- Fatal Ingredients (1992)
- Hoodwinked (1993)
- Flesh and Blood (1993)
  - Sortilèges, Harlequin, coll. « Sixième sens » no 105 (1998)  (ISBN 2-280-10517-9)
- Cutting Edge (1994)
- A Christmas Kiss (1996)
  - Un témoin gênant, Harlequin, coll. « Suspense » no 60 (1997)  (ISBN 2-280-16709-3)
- Midnight Prey (1997)
- Texas Midnight (2000)
- Midnight Burning (2001)

#### Romans signés R. B. Chesterton
- The Darkling (2013)
- The Seeker (2014)

#### Roman signé Lizzie Hart
- Shop Talk (1998)

### Nouvelles et novellas

#### Nouvelles signées Carolyn Haines
- The Christmas Ornament (2014)
- Bones on the Bayou (2014)
- Shorty Bones (2014)
- The Sugar Cure (2010)
- Ode to the Fruitcake (2010)
- The Cypress Dream (2010)
- Neighborhood Watch (2010)
- The Wish (2009)
- Carolyn Haines (2008)

#### Novellas signée R.B. Chesterton
- The Hanged Man (2015)

### Autre ouvrage signé Carolyn Haines
- My Mother's Witness (2003)

## Prix et distinctions

### Nominations
- Prix Barry 2000 du meilleur livre de poche original pour Them Bones[1]
- Prix Anthony 2025 du meilleur roman policier paranormal pour Lights, Camera, Bone[2]